# Joakim Brodén
Joakim "Jocke" Brodén (Falun, Švedska, 5. listopada, 1980.) švedsko-češki je pjevač i tekstopisac, koji je glavni vokalist, klavijaturist i ponekad gitarist švedskog heavy metal sastava Sabaton. Osnovao ga je s basistom Pärom Sundströmom 1999. godine.

## Rani život
Brodénov otac je iz Švedske, a majka mu je iz Češke. Ima dva državljanstva. Tvrdi da je postao metalac kad je imao pet ili šest godina, nakon što je čuo pjesmu "We're Not Gonna Take It" metal sastava Twisted Sister.

## Karijera
Brodén je osnovao Sabaton s basistom Pärom Sundströmom 1999. godine. Glavni je vokalist i klavijaturist, a katkad i gitarist.
Brodén je poznat po nošenju neobičnog prsluka s metalnim pločama dok nastupa sa Sabatonom. Opisao ga je kao prsluk otporan na metke.
Godine 2015. Brodén je sklopio okladu s ostalim članovima skupine da će došetati do sljedećeg koncerta, ali na kraju je zaboravio da je sljedeći koncert u Trondheimu, Norveška.
Trenutno je jedini prvobitni član sastava, uz basista Pära Sundströma, jer su svi ostali članovi napustili sastav 2012. godine.

## Diskografija
Sabaton
- Fist for Fight (2001.)
- Primo Victoria (2005.)
- Attero Dominatus (2006.)
- Metalizer (2007.)
- The Art of War (2008.)
- Coat of Arms (2010.)
- Carolus Rex (2012.)
- Heroes (2014.)
- The Last Stand (2016.)
- The Great War (2019.)
- The War to End All Wars (2022.)